# Tällberg
Tällberg è un'area urbana della Svezia situata nel comune di Leksand, contea di Dalarna.
La popolazione rilevata nel censimento 2010 era di 606 abitanti .